# Коста-Гаврас
Константи́нос Гавра́с (греч. Κωνσταντίνος Γαβράς; род. 12 февраля 1933), известный как Коста́-Гавра́с (фр. Costa-Gavras), — греческий и французский режиссёр и сценарист. Двукратный лауреат премии «Оскар» за Лучший фильм на иностранном языке («Дзета») и Лучший оригинальный сценарий («Пропавший без вести»). Известен как автор фильмов на острые политические темы — прежде всего фильма «Дзета» по книге греческого писателя Василиса Василикоса и фильма «Признание» о «деле Сланского» в Чехословакии.

## Биография
Родился в деревне Лутра-Иреас в области Аркадия. Во время оккупации Греции его семья жила в Пелопоннесе, а после войны перебралась в Афины. В период второй мировой войны отец Гавраса являлся членом левого крыла Национально-освободительного фронта Греции, а после войны он был арестован по подозрению в симпатиях к коммунизму. Семья Гавраса была вынуждена покинуть Грецию. Коста-Гаврас окончил среднюю школу во Франции и в 1951 году начал изучать право в Сорбонне, но в 1956 году бросил университет и ушёл в кинематограф. Высшее кинематографическое образование получил в институте ИДЕК в Париже. Был ассистентом режиссёров Р. Клера, А. Вернёя, Ж. Деми, Р. Клемана. Воспитан на русской культуре и литературе, кино, на русской национальной музыке.
Президент Французской синематеки (в 1982—1991 годах и с 2007 года).

## Творчество
В 1965 дебютировал как режиссёр экранизации детектива Себастьяна Жапризо «Убийцы в спальных вагонах» с Ивом Монтаном в главной роли. Напряжённая детективно-криминальная интрига присутствует в большинстве других фильмов Косты-Гавраса, основанных на документальных материалах и политически ангажированных. Но режиссёру важен не столько политический аспект событий, сколько гуманитарный пафос, интересен человек, сталкивающийся с проявлениями тоталитарной власти, как бы она ни называлась — режим «чёрных полковников», гитлеровский фашизм, сталинский социализм, латиноамериканская хунта. Гаврас показывает как история, политика, общество, институты власти, партии влияют на судьбу частного человека. Будучи гражданином мира и снимая кино в разных странах, Коста-Гаврас получил признание как космополитический в лучшем смысле слова, истинно гуманистический художник, которого волнует глобальная борьба добра со злом, а не одни лишь политические страсти.

## Фильмография

### Режиссёр
- 1958 — Les Rates (короткометражка)
- 1965 — Убийцы в спальных вагонах / Compartiment tueurs
- 1967 — Один лишний человек / Un homme de trop
- 1969 — Дзета / Z
- 1970 — Признание / L’Aveu
- 1973 — Осадное положение / État de siège
- 1975 — Специальное отделение / Section spéciale
- 1979 — Свет женщины / Clair de femme
- 1982 — Пропавший без вести / Missing
- 1983 — Ханна К. / Hanna K.
- 1986 — Семейный совет / Conseil de famille
- 1988 — Преданный / Betrayed
- 1989 — Музыкальная шкатулка / Music box[фр.]
- 1991 — Против забвения / Contre l’oubli (сегмент « Для Ким Сён-Мана»)
- 1992 — Маленький апокалипсис / La petite apocalypse
- 1995 — Люмьер и компания / Lumière et compagnie (сегмент)
- 1995 — По поводу Ниццы, продолжение (документальный) / À propos de Nice, la suite[фр.]
- 1997 — Безумный город / Mad City
- 2002 — Аминь / Amen
- 2005 — Гильотина / Le couperet
- 2009 — Рай на Западе / Eden à l’Ouest
- 2012 — Капитал / Le capital
- 2019 — Грекзит / Adults in the Room

### Актёр
- 1977 — Вся жизнь впереди / La vie devant soi — доктор Рамон
- 1985 — Шпионы как мы / Spies Like Us  — таджикский пограничник
- 1996 — Семейка придурков / The Stupids  — автозаправщик
- 2010 — Руки-ноги за любовь / Burke & Hare  — глава французской семьи

## Премии и награды
- «Дзета», 1969
  - Специальный приз Жюри Каннского кинофестиваля, 1969
  - «Оскар» — «Лучший фильм на иностранном языке », «Лучший монтаж»
  - Приз Луи Деллюка за фильм «Осадное положение» — 1972 год.
  - Награда ООН за фильм «Осадное положение», а также номинация на премию BAFTA за лучшую музыку (Микис Теодоракис), номинация на премию «Золотой глобус» за лучший зарубежный фильм, вторая премия Нью-Йоркского общества кинокритиков в категориях «лучший режиссёр» (Коста-Гаврас) и «лучший сценарий» (Франко Солинас), а также третья премия в категории «лучший фильм» — 1974 год.
- «Специальное отделение», приз Каннского кинофестиваля, 1975
- «Пропавший без вести», 1982
  - «Золотая пальмовая ветвь» Каннского кинофестиваля 1982 и приз за Лучшую мужскую роль Джеку Леммону
  - «Оскар» — «Лучший оригинальный сценарий».
- «Музыкальная шкатулка», 1989
  - «Золотой медведь» Берлинского кинофестиваля,1990.
- «Аминь», 2002
  - Премия «Сезар» 2003 — «Лучший оригинальный сценарий»
- Приз 35-го Московского международного кинофестиваля «За вклад в мировой кинематограф» (2013)